# RENFE 114 sorozat
A RENFE 114 sorozat egy nagysebességű, normál nyomtávolságú, 25 kV 50 Hz AC áramrendszerű, négyrészes villamosmotorvonat-sorozat. Spanyolországban közlekedik a RENFE AVE vonalain az Avant márkanév alatt. 2009-ben gyártotta az Alstom és a CAF. Eredetileg 30 db hétrészes vonatot rendeltek, de a magas költségek miatt a szerződést újratárgyalták. A tárgyalások eredménye az lett, hogy a vonatokat négyrészesre csökkentették, a darabszámot pedig 13 szerelvényre.
Legnagyobb teljesítménye 4 000 kW, a forgóvázakba épített 8 db asszinkron motor segítségével a legnagyobb sebessége 250 km/h. Beceneve Velociraptor.